# Eretmapodites adami
Eretmapodites adami är en tvåvingeart som beskrevs av Ferrera och Eouzan 1974. Eretmapodites adami ingår i släktet Eretmapodites och familjen stickmyggor.
Artens utbredningsområde är Kamerun. Inga underarter finns listade i Catalogue of Life.